# 趙志皋
趙志皋（1524年4月16日—1601年10月8日），字汝邁，號濲陽。浙江蘭谿縣（今雲山街道）人。明朝政治人物，隆慶二年（1568年）進士，萬曆年間官至吏部尚書、中極殿大學士。

## 生平
趙志皋為嘉靖二十八年（1549年）己酉科浙江乡试第四十六名举人，四十五歲中式隆慶二年（1568年）戊辰科會試第七十七名，廷试第一甲第三名進士（探花），授翰林院編修。萬曆初年遷侍讀。五年十一月因不满張居正戀權奪情，劝居正终丧，致拂其意，出為廣東副使，于城西浮丘建吹笙亭，“开浮丘大社，与粤中士大夫赋诗”，同遊者有陈堂、姚光泮、张廷臣、黄志尹、邓时雨、梁士楚、陈履、邓于蕃、袁昌祚、杨瑞云、黄鏊、陈大猷、金节、郭等等人。随以考察降解州同知，遂辞官歸乡。
张居正死后，於萬曆十一年（1583年）二月起用为南京太仆寺寺丞。萬曆十一年（1583年），十月升南京国子监司业。萬曆十二年（1584年）三月升右春坊右谕德、掌南京翰林院事。萬曆十二年（1584年）十月，升左谕德兼侍读。萬曆十三年（1585年）五月，管理纂修玉牒。萬曆十三年（1585年）十月，充大明会典纂修官。萬曆十四年（1586年）正月，补充经筵讲官，升南京国子监祭酒。萬曆十五年（1587年）二月，升詹事府少詹事兼侍读学士，掌本府印信，充玉牒纂修官。萬曆十五年（1587年）七月，充经筵讲官。萬曆十五年（1587年）十二月，升南京吏部右侍郎。萬曆十七年（1589年）十二月，改任吏部右侍郎兼翰林院侍读学士，轉左侍郎。萬曆十八年（1590年）八月，充经筵讲官。萬曆十九年（1591年）九月，升大学士，入閣办事。官至禮部尚書兼東閣大學士，入參機務。萬曆二十年（1592年），為首輔，以往張居正柄國，權震主，申時行繼之，勢猶盛。王錫爵性剛負氣，人亦畏之，然而當趙志皋當到首輔，年已經七十有餘，耄矣，且柔而懦，因此被朝士所輕，詬誶四起。萬曆二十二年（1594年）二月，加少保兼太子太保。萬曆二十九年九月十三日（1601年10月8日），卒於官，享年七十八。諡文懿。

## 家族
曾祖趙年，工部郎中、進階奉政大夫。祖父趙晨，縣主簿。父趙賢。母張氏。永感下。弟趙志淑（监生）。

## 延伸阅读
[在维基数据编辑]
 《明史卷二百一十九》，出自《明史》